# Сафди, Бенни
Бенджамин «Бенни» Сафди (англ. Benjamin Safdie; род. 24 февраля 1986, Нью-Йорк, штат Нью-Йорк, США) — американский кинорежиссёр, сценарист, актёр и монтажёр, наиболее известный по работе со своим старшим братом Джошем в качестве режиссёра (фильмы «Хорошее время» и «Неогранённые драгоценности»).

## Биография
Родился в еврейской семье в Нью-Йорке. Внучатый племянник израильского архитектора Моше Сафди. Его родители Эми и Альберто Сафди развелись, когда он был ребёнком. После развода родителей провёл детство на два дома, попеременно проживая у отца — в Куинсе и у матери с отчимом — на Манхэттене. Учился в Колумбийской грамматической и подготовительной школе на Манхэттене, после чего поступил в Колледж коммуникаций при Бостонском университете, окончив его в 2008 году.

## Карьера

### Режиссёр
Первым полнометражной работой братьев стал фильм «Длинноногий папочка» (2009), снятый по их собственному сценарию. Фильм был представлен в рамках программы «Двухнедельника режиссёров» Каннского кинофестиваля. В 2013 на кинофестивале «Трайбека» состоялась премьера их документального фильма «Ленни Кук», посвящённого одноимённому баскетболисту. В 2014 году на 71-м Венецианском международном кинофестивале братья продемонстрировали свой следующий фильм — «Бог знает что».
В феврале 2016 года Сафди приступили к съёмкам криминального триллера «Хорошее время», в котором Бенни снялся вместе с Робертом Паттинсоном. Фильм был высоко оценён критиками. За свою актёрскую работу Бенни был номинирован на премию «Независимый дух» в категории «Лучшая роль второго плана».
В следующем фильме братьев, «Неогранённые драгоценности», снимались Адам Сэндлер, Лакит Стэнфилд и Джулия Фокс, а исполнительным продюсером выступил Мартин Скорсезе. Сафди получили премию «Независимый дух» за лучшую режиссуру, а Бенни разделил награду за лучший монтаж с Рональдом Бронштейном, который сотрудничает с братьями над всеми их киноработами.
В декабре 2022 года телеканал Showtime заказал сериал под названием «Проклятие», создателями которого выступили Бенджамин и Нейтан Филдер. Они же исполнят в нём главные роли, наряду с Эммой Стоун. Джошуа выступит исполнительным продюсером проекта.

### Актёр
Начиная с 2017 года Бенни начал сниматься в фильмах сторонних режиссёров, сыграв роль в ленте «От человека к человеку». В 2020 году он был включён в актёрский состав фильма «Фрагменты женщины», а в 2021 году сыграл одну из ведущих ролей в фильме Пола Томаса Андерсона «Лакричная пицца».
В 2022 году Сафди появился в романтическом триллере Клер Дени «Звёзды в полдень» и в мини-сериале «Оби-Ван Кеноби». В следующем году отметился ролями в лентах «Ты здесь, Бог? Это я, Маргарет» Келли Фримон Крейг и «Оппенгеймере» режиссёра Кристофера Нолана, где сыграл физика-теоретика Эдварда Теллера.

## Личная жизнь
Бенджамин — еврей, его отец — сефард сирийско-еврейского происхождения, а мать — ашкенази с русско-еврейскими корнями. Его дядя — архитектор Моше Сафди, двоюродный брат драматурга Орена Сафди.
Женат на Аве Сафди, от которой у него двое сыновей.

## Фильмография

### В качестве режиссёра
| Год  | Название                      | Режиссёр | Сценарист | Монтажёр | Примечания           |
| ---- | ----------------------------- | -------- | --------- | -------- | -------------------- |
| 2008 | Удовольствие быть ограбленным | Нет      | Нет       | Да       |                      |
| 2009 | Длинноногий папочка           | Да       | Да        | Да       | снял вместе с братом |
| 2013 | Ленни Кук                     | Да       | Нет       | Да       | снял вместе с братом |
| 2014 | Бог знает что                 | Да       | Нет       | Да       | снял вместе с братом |
| 2017 | Хорошее время                 | Да       | Нет       | Да       | снял вместе с братом |
| 2019 | Неогранённые драгоценности    | Да       | Да        | Да       | снял вместе с братом |
| 2025 | Крушащая машина               | Да       | Да        |          |                      |

### В качестве актёра
Фильмы
| Год  | Название                       | Роль          | Режиссёр           |
| ---- | ------------------------------ | ------------- | ------------------ |
| 2017 | От человека к человеку         | Юджин         | Дастин Гай Дефа    |
| 2017 | Хорошее время                  | Ник Никас     | Братья Сафди       |
| 2020 | Фрагменты женщины              | Крис          | Корнель Мундруцо   |
| 2021 | Лакричная пицца                | Джоэл Вотч    | Пол Томас Андерсон |
| 2022 | Звёзды в полдень               | ЦРУшник       | Клер Дени          |
| 2023 | Ты здесь, Бог? Это я, Маргарет | Херб Саймон   | Келли Фремон Крэйг |
| 2023 | Оппенгеймер                    | Эдвард Теллер | Кристофер Нолан    |
| 2025 | Счастливчик Гилмор 2           | Фрэнк Мэнати  | Кайл Ньюачек       |
| 2026 | Одиссея                        |               | Кристофер Нолан    |

Телевидение
| Год  | Название       | Роль                 | Примечания                           |
| ---- | -------------- | -------------------- | ------------------------------------ |
| 2016 | Вместе         | Второй брат Крэддока | 1 эпизод                             |
| 2022 | Оби-Ван Кеноби | Нари                 | Мини-сериал, 1 эпизод                |
| 2023 | Проклятие      | Дуги Шектер          | Основная роль, создатель и сценарист |